# Volo Turkish Airlines 5904
Il volo Turkish Airlines 5904 era un volo di trasferimento (ferry flight) dall'aeroporto di Adana all'aeroporto di Jeddah che si schiantò il 7 aprile 1999 presso Ceyhan a sud della Turchia otto minuti dopo il decollo. Il volo doveva andare a Jeddah per prelevare dei pellegrini. Tutti e sei i membri dell'equipaggio rimasero uccisi nell'incidente.

## L'aereo
L'aeromobile in questione, un Boeing 737-400,fu costruito nel 1995 con registrazione TC-JEP e nominato "Trakya". Era equipaggiato con due turbine CFM Internation CFM56 e aveva alle sue spalle ben 11.600 ore di volo con 6.300 voli.

## L'incidente
Il volo precedente da King Abdulaziz International Airport a Jeddah, aveva trasportato 150 pellegrini che tornavano da Hajj diretti verso Adana Şakirpaşa Airport dove atterrò senza problemi intorno alle 20:45 UTC. Rimasto a terra per circa un'ora per fare rifornimento, il volo 5904 decollò con un nuovo equipaggio con circa 10 tonnellate di carburante alle ore 21:36 per andare ad imbarcare altri pellegrini a Jeddah.
Prima del decollo, il controllore di volo disse all'equipaggio che l'intero aeroporto era coperto di temporali in movimento da Nord verso Sud.
Otto minuti dopo, ad un'altitudine di 10 000 piedi (3 000 m) e senza alcun segnale premonitore, l'aeromobile iniziò a inclinare il muso verso il basso e si schiantò in un campo a circa 56 km Est-Nord-Est dall'aeroporto di partenza, vicino ad un villaggio nelle vicinanze di Ceyhan nella provincia di Adana. La forza dell'impatto creò una voragine profonda circa 15 metri e larga 30 metri quadrati. Lo stabilizzatore orizzontale venne rinvenuto ad una distanza di circa 250 metri dal luogo dell'impatto. Tutti e sei i membri dell'equipaggio morirono.
Non appena l'aeromobile sparì dai radar i controllori di volo dell'aeroporto di Adana notificarono immediatamente le autorità competenti le quali iniziarono subito le ricerche. L'esplosione fu sentita a 5 km di distanza.

## Le indagini
L'investigazione venne eseguita dalla DGCA. La scatola nera rivelò che mentre l'equipaggio cercava di riprendere il controllo dell'aeromobile i quattro assistenti di volo erano in cabina di pilotaggio nel panico più totale. Il copilota urlava al comandante: "aman ağabey, gittik, gidiyoruz, bas.."che significa: "Oh fratello, siamo finiti, stiamo per.. premi!".

Il rapporto finale stabilì che:
1. I temporali contribuirono all'incidente.
2. L'antighiaccio al tubo di pitot non venne attivato.
3. L'equipaggio non riuscì ad accorgersi di un'errata velocità indicata.
4. L'equipaggio non riuscì a seguire gli indicatori in cabina che potevano essere utili per la ripresa del controllo dell'aeromobile.
5. La presenza degli assistenti di volo in cabina aveva distratto i piloti.»